# ダラム郡 (テキサス州)
ダラム郡（ダラムぐん、英: Dallam County）は、アメリカ合衆国テキサス州の北西部隅に位置する郡である。2010年国勢調査での人口は6,703人であり、2000年の6,222人から7.7%増加した。郡庁所在地はダルハート市（人口7,930人）であり、同郡で人口最大の都市でもある。ダルハート市はハートリー郡にも跨っているので、その人口は郡人口よりも多い。
ダラム郡は、1885年から1912年まで伝説のXIT牧場に入っていたテキサス州の10郡の中でも最北のものである。この牧場はダルハート市にあるXIT博物館で記念されており、毎年8月の第1週末にはXITロデオと同窓会が開催されている。

## 歴史
ダラム郡は1876年からベア郡の一部が分離して設立された。郡名は弁護士で新聞発行者だったジェイムズ・ウィリアム・ダラムに因んで名付けられた。この地域の最初の白人入植は1870年のことであり、それが1874年と1875年にコマンチ族およびカイオワ族とのレッド川戦争に結びついた。1900年から1901年、シカゴ・ロック・アイランド・アンド・パシフィック鉄道がオクラホマ州イーニドからニューメキシコ州トゥクムカリまで延伸し、それが郡内を通った。この線がフォートワース・アンド・デンバー鉄道と接続する地点がダルハートと名付けられた。ダルハートの市名は市域が掛かっているダラム郡とハートリー郡の初めの音節を組み合わせて創作された。それから間もなく、小さな鉄道駅の町はかなりの大きさに成長し、1903年には郡庁所在地に指定された。

## 地理
アメリカ合衆国国勢調査局に拠れば、郡域全面積は1,505平方マイル (3,897.9 km2)であり、このうち陸地1,504平方マイル (3,895.3 km2)、水域は1平方マイル (2.6 km2)で水域率は0.04%である。

### 主要高規格道路
- アメリカ国道54号線
- アメリカ国道87号線
- アメリカ国道287号線
- アメリカ国道385号線
- テキサス州道102号線

### 隣接する郡
- シマロン郡 (オクラホマ州) - 北
- シャーマン郡 - 東
- ハートリー郡 - 南
- ユニオン郡 (ニューメキシコ州) - 西

### 国立保護地域
- リタブランカ国立草原（部分）

## 人口動態

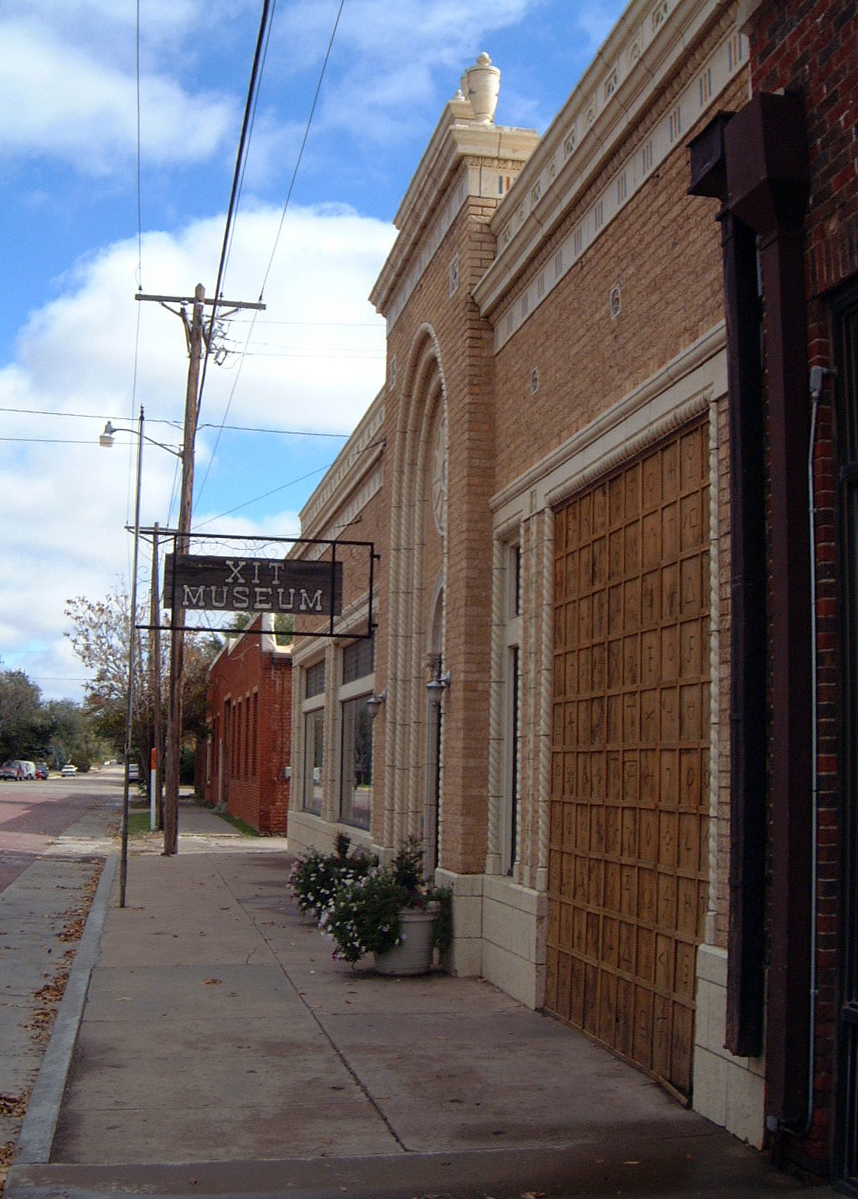
ハート市にあるXIT博物館

以下は2000年の国勢調査による人口統計データである。
| 基礎データ - 人口: 6,222人 - 世帯数: 2,317 世帯 - 家族数: 1,628 家族 - 人口密度: 2人/km2（4人/mi2） - 住居数: 2,697軒 - 住居密度: 1軒/km2（2軒/mi2） 人種別人口構成 - 白人: 82.64% - アフリカン・アメリカン: 1.64% - ネイティブ・アメリカン: 0.90% - アジア人: 0.21% - その他の人種: 12.41% - 混血: 2.02% - ヒスパニック・ラテン系: 28.38% 年齢別人口構成 - 18歳未満: 31.8% - 18-24歳: 8.6% - 25-44歳: 28.8% - 45-64歳: 20.6% - 65歳以上: 10.3% - 年齢の中央値: 31歳 - 性比（女性100人あたり男性の人口） - 総人口: 102.0 - 18歳以上: 101.3 | 世帯と家族（対世帯数） - 18歳未満の子供がいる: 39.0% - 結婚・同居している夫婦: 55.1% - 未婚・離婚・死別女性が世帯主: 9.7% - 非家族世帯: 29.7% - 単身世帯: 26.2% - 65歳以上の老人1人暮らし: 10.0% - 平均構成人数 - 世帯: 2.68人 - 家族: 3.24人 収入と家計 - 収入の中央値 - 世帯: 27,946米ドル - 家族: 33,558米ドル - 性別 - 男性: 27,244米ドル - 女性: 19,000米ドル - 人口1人あたり収入: 13,653米ドル - 貧困線以下 - 対人口: 14.1% - 対家族数: 11.3% - 18歳未満: 15.4% - 65歳以上: 24.8% |

## 政治
ダラム郡は、テキサス州議会下院の第86選挙区にある。この議席はアマリロ市の弁護士で共和党のジョン・T・スミシーが1985年以来占めている。郡全体が共和党の強い地盤である。

## 都市と町
- ダルハート - 郡庁所在地
- ペリコ
- テクスライン

## 教育
ダラム郡の公共教育は次の教育学区が管轄している。
- ダルハート独立教育学区
- ストラットフォード独立教育学区
- テクスライン独立教育学区